# エルビス・アルバレス
エルビス・アルバレス（Elvis Alvarez、1965年2月2日 - 1995年7月16日）は、コロンビアの元プロボクサー。メデリン出身。元WBO・WBA世界フライ級王者。

## 戦歴
1983年7月、プロデビュー。
1986年5月16日、10戦目でコロンビアスーパーフライ級王座を獲得。10月31日に初防衛成功後、王座を返上した。
1988年5月21日、FECARBOXフライ級王座を獲得。
1988年10月7日、WBAフェデラテンフライ級王座を獲得。
1989年3月3日、20戦目で世界初挑戦。新団体WBOの世界フライ級王座決定戦でミゲル・メルセデス（ドミニカ共和国）と対戦し、3-0（119-111、120-113、119-110）の判定勝ちを収め、王座獲得に成功、WBO世界フライ級王者となった。この王座は1度も防衛することなく返上した。
1990年2月17日、WBAフェデラテンフライ級王座を再獲得。
1991年3月14日、東京武道館でWBA世界フライ級王者レパード玉熊と対戦し、3-0（117-113、118-111、116-112）の判定勝ちを収め、2年ぶりに世界王座に返り咲きフライ級2冠を達成した。しかし、6月1日にソウルのヒルトン・ホテルで行われた初防衛戦で元WBC世界フライ級王者金容江（韓国）に0-3（111-115、112-115、112-115）の判定負けを喫し、初防衛に失敗、王座から陥落した。
1992年5月22日、メキシコ・メキシコシティのエル・トレオ・デ・クワトロ・カミノスでWBC米大陸王者ホセ・ルイス・ブエノと対戦し、1-2の判定負けを喫し王座獲得に失敗した。
1993年7月8日、NABF北米バンタム級王座を獲得。
1993年10月16日、ベネズエラ・カラカスでWBAフェデラテンスーパーフライ級王者アーネスト・ブリセノと対戦し、12回判定負けを喫し王座獲得に失敗した。
1994年1月8日、2階級制覇を目指し、WBA世界バンタム級王者ジュニア・ジョーンズ（アメリカ合衆国）に挑戦したが0-3（109-119、108-120、108-120）の判定負けを喫し王座獲得に失敗、2階級制覇を果たせなかった。これが最後の試合となった。
最終戦績は31勝（19KO）8敗3分

## 死去
1995年7月16日、母国コロンビアのメデリンでトラブルに巻き込まれ、射殺された。30歳没。

## 獲得タイトル
- WBO世界フライ級王座（防衛0度）
- WBA世界フライ級王座（防衛0度）